# Nanhua si
Nanhua si (Klasztor (Chan) Południowego Kwiatu, Nánhuásì 南華寺; także Nanhuachansi 南華禅寺) – chiński klasztor buddyjski, w którym przebywał Szósty Patriarcha chan. Miejsce powstania chanu w postaci, do której nawiązują wszystkie istniejące dziś tradycje.

## Historia klasztoru
Klasztor ten został założony w 504 roku w okolicy góry Cáoxī (曹溪). Nosił wtedy nazwę Baolin. Nazwę tę nosi obecnie brama wejściowa do klasztoru. Został wybudowany przez indyjskiego mistrza Tripitaki Pradźniabhaisadżję (chiń. Zhiyao Sanzang 智樂三藏). Przepowiedział on, że za 160 lat przybędzie do tego klasztoru wielki bodhisattwa, który zamieszka w nim dla dobra wszystkich istnień. W 667 roku przybył do Caoxi – Huineng. Ponieważ był to klasztor, w którym rozwinął on swoje nauki kształtujące chan i którego linie przekazu są dziś obecne we wszystkich szkołach zen na całym świecie, często jest nazywany „patriarchalnym pałacem buddyzmu chan”.
Klasztor zajmuje obszar 42,5 hektara i składa się wielu budynków.
W 968 roku cesarz Zhao Kuangyin zmienił nazwę klasztoru na Nanhua. Klasztor często nazywany był także Caoxi.
Na początku XVII wieku klasztor ten został całkowicie odrestaurowywany przez mistrza chan Hanshana Deqinga, który przebywał w południowej prowincji na zesłaniu i od 1600 roku prowadził ten klasztor. Usiłował także zreformować dawne regulacje klasztorne, jednak ostatecznie udało mu się przedstawić tylko 10 paragrafów nowych reguł dla budynku medytacji. W końcu został wyrzucony z klasztoru. 
Zdjęcia klasztoru wykonane w 1918 r. ukazują zrujnowany klasztor, budynki zarosłe krzewami i najwyraźniej porzucone. Pierwsze próby odbudowy tego wspaniałego klasztoru podjął gen. Li Genyuan. Zdjęcia z 1919 r. wykazują poprawę wyglądu i ewidentny powrót mnichów do klasztoru. Zdjęcia z 1928 r. wykazują dalszą poprawę stanu klasztoru. W latach 1933–34 gen. Li Hanhun dokonał mniejszych remontów w klasztorze, a po otrzymaniu pieniędzy od biznesmena z Hongkongu plany odbudowy klasztoru stawały się coraz pewniejsze. W tym czasie przebywało w Nanhua si kilku mnichów, którzy gwałcili wskazania buddyjskie jedząc kury, które sami hodowali. W 1934 r. do klasztoru przybył Xuyun, który odbudował zrujnowany klasztor po okresie chaosu związanego z upadkiem dynastii Qing. Do 1941 r. odbudowano 80-90% klasztoru. W zasadzie na tym klasztorze skupiły się buddyjskie działania w rejonie Kantonu. Xuyunowi poświęcony jest osobny budynek.
W 1939 r. mnisi tego klasztoru zrezygnowali z wieczornych posiłków, aby ze sprzedaży ryżu wspomóc fundusz "Pomocy chińskiej" w czasie wojny z Japonią. Fundusz ten wspierał także walkę z komunistyczną partyzantką. W latach 1940–1941 komuniści zabili wielu wiodących mnichów (opatów) jako właścicieli ziemskich, więc buddyści nie mieli złudzeń, co oznacza dla nich panowanie komunistów. Zabicie opatów lub pozbycie się ich przerwało wiele linii przekazu, z czym chiński buddyzm chan boryka się do dziś.    
W okresie republikańskim klasztor zezwolił świeckim wyznawcom na uczestniczenie w wieczornych praktykach.
W związku z nawróceniami na buddyzm w społeczeństwach Zachodu, w 1949 do klasztoru przybyła Ananda Jennings, która rozpoczęła w nim studia medytacji.  
Zmumifikowane ciało Huinenga było pierwotnie przechowywane w pagodzie Linzhao. Obecnie znajduje się w Budynku Patriarchów. Ciało Huinenga uległo dwukrotnie uszkodzeniom. Po raz pierwszy w czasie okupacji japońskiej, kiedy jeden z żołnierzy rozciął plecy mumii i zobaczył, że wszystkie wewnętrzne organy są nietknięte. Drugi raz podczas rewolucji kulturalnej. Wywleczono wtedy mumie Huinenga, Hanshana Deqinga i Dantiana na ulice miasta z zamiarem zniszczenia i wykazania, że są fałszywe. Zostały uratowane przez pana Lin Dezhonga i za jakiś czas powróciły do klasztoru.
3 dnia 8 miesiąca 2013 roku obchodzono w tym klasztorze 1300 rocznicę parinirwany Huinenga.
Z klasztorem związany jest pobliski klasztor żeński Wujin, wybudowany przez uczennicę Huinenga Wujin Zang, która znana jest z rozmowy z Huinengiem na temat Sutry Nirwany.
Obecnie jest jednym ze 142 głównych klasztorów Chin.

## Klasztor w oczachjezuitów
Pierwszym Europejczykiem, który przebywał w tym klasztorze był jezuita Matteo Ricci. Odwiedził on tę świątynię w sierpniu lub wrześniu 1589 roku, w czasie, gdy przeprowadzał się z Zhaoqing do Shaoguan. Klasztor wywarł na nim wielkie wrażenie, nazwał go „wspaniałym w wielkości”, fontanna była „wdzięcznie zaprojektowana i cudownie wybudowana”… Mnichów chan widział jako „czczących bożków wysłanników Szatana”. Widział także relikwie Szóstego Patriarchy Huinenga.

## Adres klasztoru
- 南华寺 (Nanhua si), Shaoguan, Guangdong, Chiny

## Obiekty
- Budynek poświęcony Huinengowi.
- Pawilon Pięciu Smaków, czyli Moralności, Koncentracji, Mądrości, Wyzwolenia i Wglądu.
- Pagoda Linzhao, w której przechowywano zmumifikowane ciało Huinenga siedzącego w pozycji medytacyjnej.
- Budynek Patriarchów, w którym obecnie znajduje się ciało Huinenga oraz mumie Hanshana i Dantiana.
- Stupa z relikwiami po Xuyunie.
- Fontanna Zhuoxi, powstała po wbiciu kija przez Huinenga w ziemię.
- 360 posągów arhatów, które są jedynymi drewnianymi rzeźbami zachowanymi z okresu północnej Dynastii Song (960–1127).

## Galeria

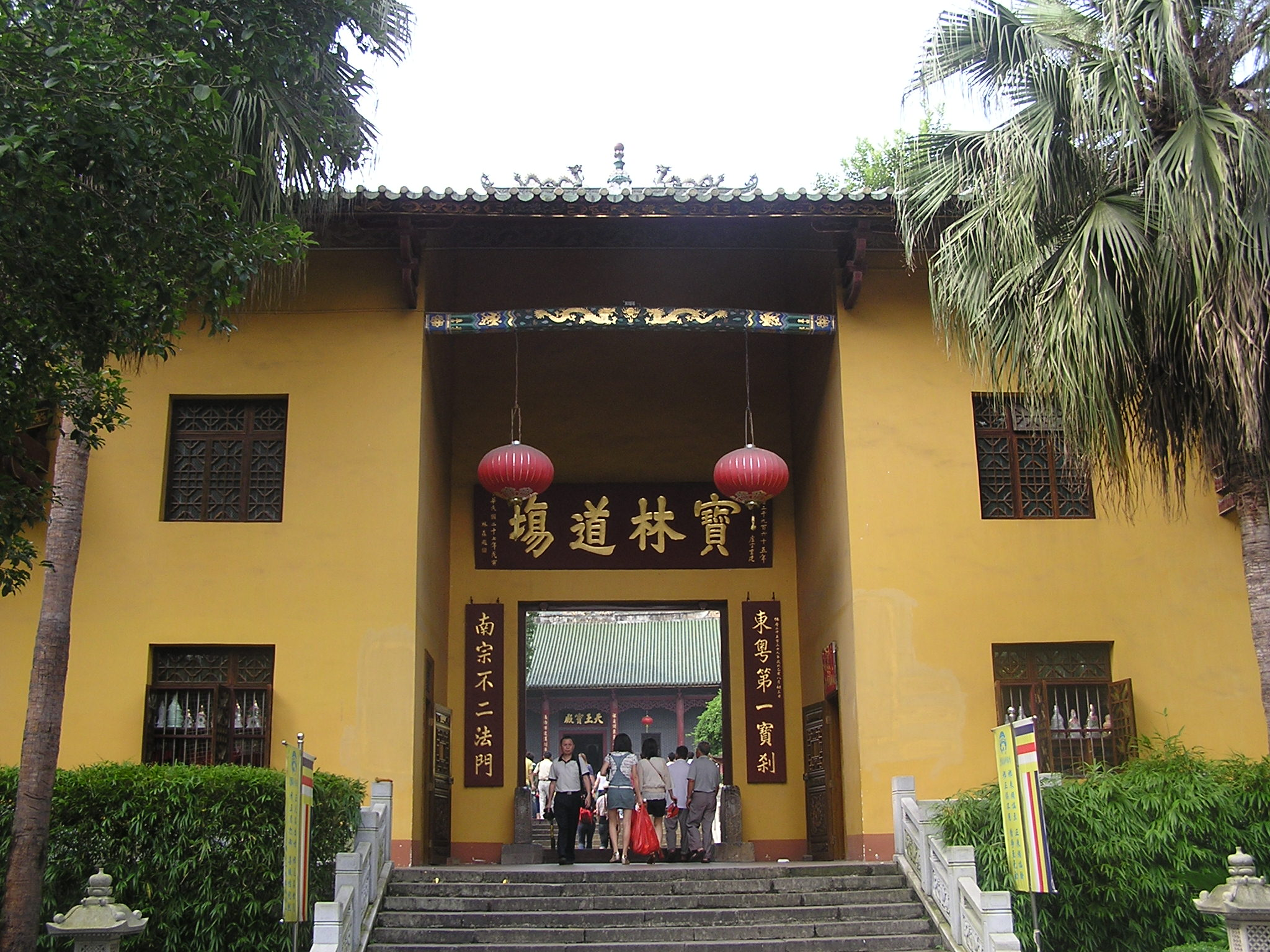
Brama wejściowa do klasztoru
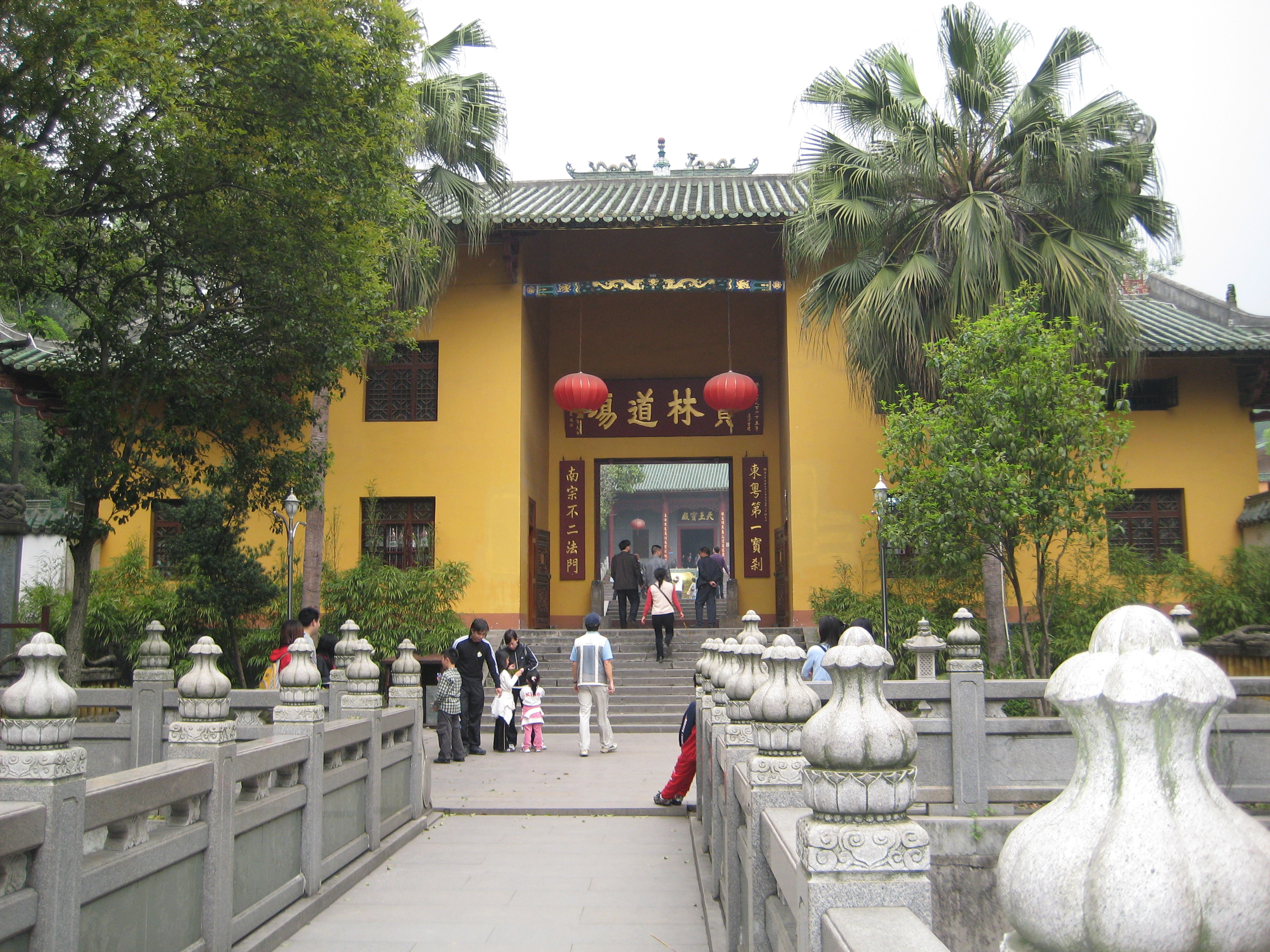